# Concilium provinciae
Het concilium provinciae (Grieks: koinon) was binnen het Romeinse Rijk een soort van provinciale landdag, waarop afgevaardigden van de civitates van een provincie bijeenkwamen. De bijeenkomst vond jaarlijks plaats in de hoofdstad van de betreffende provincie. Tijdens festiviteiten werd de godin Roma, de goddelijke verpersoonlijking van de stad Rome, geëerd. De afgevaardigden kozen elk jaar een flamen (priester) die de festiviteiten leidde.
Naast het religieuze karakter van het concilium, was het ook een platform voor de lokale aristocratie en politieke elite om over de gang van zaken binnen de provincie te spreken. Men kon ook delegaties samenstellen die in Rome de provinciale problemen onder de aandacht brachten.